# Ouham-Pendé
Ouham-Pendé ist eine Präfektur der Zentralafrikanischen Republik mit der Hauptstadt Bozoum. Die Größe der Präfektur beträgt 18.520 km². Mit Stand 2022 wurden 243.315 Einwohner gemeldet.
Ouham-Pendé ist unterteilt in 4 Subpräfekturen (jeweils mit ihrer Hauptstadt in Klammern):
- Bozoum (Bozoum)
- Bocaranga (Bocaranga)
- Bossemptélé (Bossemptélé)
- Koui (Koui)

## Geografie
Die Präfektur liegt im Nordwesten des Landes und grenzt im Nordwesten an Kamerun, im Norden an Lim-Pendé, im Osten an die Präfektur Ouham, im Südosten an die Präfektur Ombella-Mpoko und im Südwesten an die Präfektur Nana-Mambéré. In der Präfektur liegt das Zentrum des Yadé-Massivs, das sich weiter im Westen in Kamerun und im Süden in Nana-Mambéré fortsetzt. Der höchste Berg der Zentralafrikanischen Republik, der Mont Ngaoui, liegt an der Grenze zwischen Ouham-Pendé und Kamerun nahe dem westlichsten Punkt der Präfektur.

## Geschichte
Im Jahr 2020 wurde von Ouham-Pendé der nördliche Teil abgespalten; dieser wurde als Lim-Pendé eine eigene Präfektur.